# Mike Flanagan (piłkarz)
Mike Flanagan, właśc. Michael Flanagan (ur. 9 listopada 1952 w Londynie) – angielski piłkarz występujący na pozycji napastnika.

## Kariera piłkarska
Mike Flanagan urodził się w londyńskiej dzielnicy Ilford. Karierę piłkarską rozpoczął w 1971 roku w Charlton Athletic, w którym występował do 1979 roku, grając w jego barwach 254 mecze i strzelając 85 goli w Football League First Division.
W 1978 roku wyjechał do Stanów Zjednoczonych grać w ramach wypożyczenia w lidze NASL w barwach New England Tea Men, którego w lidze rozegrał 28 meczów i strzelił 30 goli, co dało mu nagrodę MVP NASL w sezonie 1978.
Latem 1979 roku za 650 000 funtów przeszedł do Crystal Palace, gdzie w latach 1979–1980 rozegrał 56 meczów i strzelił 8 goli. W grudniu 1980 roku został zawodnikiem Queens Park Rangers, z którym w sezonie 1981/1982 dotarł do finału Pucharu Anglii, gdzie jego zespół przegrał 1:0 z Tottenhamem Hotspur (w pierwszym meczu 1:1). Po tym sukcesie odszedł z klubu po rozegraniu 78 meczów i strzeleniu 20 bramek w Football League First Division.
Następnie wrócił do Charlton Athletic, gdzie w latach 1983–1986 rozegrał 93 mecze i strzelił 24 gole w Football League First Division. Potem grał w Cambridge United, gdzie w 1987 roku zakończył karierę. Łącznie w karierze rozegrał 518 meczów i strzelił 170 goli.

### Kariera reprezentacyjna
Mike Flanagan w latach 1978–1979 w reprezentacji Anglii B rozegrał 3 mecze i strzelił 1 bramkę.

## Kariera trenerska
Po zakończeniu kariery piłkarskiej Mike Flanagan rozpoczął karierę trenerską. Trenował kluby: Gillingham (1993–1995), Waterford United (1999–2000) oraz w 2007 roku był asystentem trenera Margate.

## Sukcesy piłkarskie

### Queens Park Rangers
- Finał Pucharu Anglii: 1982

### Indywidualne
- MVP NASL: 1978